# The Dark Side of the Moon Redux
The Dark Side of the Moon Redux is een studioalbum van Roger Waters en band.

## Inleiding
Bij dit album kwamen twee zaken tezamen. Het eerste was coronapandemie, Waters moest een tournee afbreken en/of uitstellen, het leidde tot The Lockdown Sessions. Tijdens die sessies ontstond er het plan op ook een ander plan uit te werken. Het ging om het vijftigjarig jubileum van het Pink Floydalbum The Dark Side of the Moon. Dat album, dat wereldwijd goed verkocht, was wel aan een aanpassing toe in de ogen van Waters; de leden van Pink Floyd waren nog jong toen het origineel werd opgenomen en uitgebracht. Tegelijkertijd vond Waters dat het eigenlijk maar weinig impact had gehad. Met (veel) meer levenservaring vond hij aanpassingen en een nieuwe opname noodzakelijk. Wat opvalt aan Redux is dat het in tegenstelling tot het origineel geen gitaarsolo’s bevat; het was in Waters’ ogen teruggebracht tot de essentie; iets wat gedeeld werd door oudlid van Pink Floyd Nick Mason. Overigens vond Waters Redux geen vervanger van het origineel, maar een toevoeging.   
Het album werd gestoken in een hoes met een hondenoog, waarin een weerspiegeling van de originele hoes; de bekende lichtbrekende prisma.

## Musici
- Roger Waters – zang, stem, bas op Any Colour You Like, EMS VCS 3
- Gus Seyffert – basgitaar, gitaar, toetsinstrumenten, synthesizers, achtergrondzang
- Joey Waronker – drumstel, percussie
- Jonathan Wilson – gitaar, synthesizers, orgel
- Johnny Shepherd – orgel, piano
- Via Mardot – theremin
- Azniv Korkejian – zang
- Gabe Noel – strijkinstrumenten en –arrangementen, sarangi
- Jon Carin – toetsinstrumenten, lap steel gitaar, synthesizer, orgel
- Robert Walter – piano op The Great Gig in the Sky

## Muziek
| Nr. | Titel                                                           | Duur |
| --- | --------------------------------------------------------------- | ---- |
| 1.  | Speak to Me (Nick Mason)                                        | 1:54 |
| 2.  | Breathe (Roger Waters, Richard Wright, David Gilmour)           | 3:22 |
| 3.  | On the Run (Roger Waters, David Gilmour)                        | 3:47 |
| 4.  | Time (Roger Waters, Richard Wright, David Gilmour, Nick Mason)  | 7:19 |
| 5.  | The Great Gig in the Sky (Roger Waters, Clare Torry)            | 5:47 |
| 6.  | Money (Roger Waters)                                            | 7:33 |
| 7.  | Us and Them (Roger Waters, Richard Wright)                      | 7:36 |
| 8.  | Any Colour You Like (Richard Wright, David Gilmour, Nick Mason) | 3:18 |
| 9.  | Brain Damage (Roger Waters)                                     | 4:55 |
| 10. | Eclipse (Roger Waters)                                          | 2:20 |

## Nasleep
De ontvangst van het album was matig; het werd zeker niet gezien als een verbetering van het origineel. De nummers zijn allemaal even herkenbaar, waarbij geconstateerd werd dat Waters wel een nieuwe versie wilde maken, maar “zich er beetje makkelijk vanaf had gemaakt”. Het album belandde desalniettemin in veel landelijke albumlijsten en nog wel met relatief hoge noteringen (bijvoorbeeld Nederland plaats 3, Engeland 4. Daartegenover stond het de noteringen doorgaans van korte duur was (Nederland en Engeland 1 week), maximaal vijf weken met een uitschieter in Portugal waar het in 13 weken een eerste plaats behaalde. De uitgifte van het album gingen gepaard met discussie over de politieke uitspraken van Waters en de aanhoudende ruzie met Pink Floyd-gitarist David Gilmour. 